# American Music Awards 1979
Die sechsten American Music Awards wurden von der American Broadcasting Company (ABC) am 12. Januar 1979 ausgestrahlt. Die Veranstaltung fand im Santa Monica Civic Auditorium in Santa Monica, Kalifornien statt. Moderatoren waren Glen Campbell, Helen Reddy und Donna Summer.

## Gewinner und Nominierte
| Kategorie                        | Gewinner                                                         | Nominierungen                                                                           |
| -------------------------------- | ---------------------------------------------------------------- | --------------------------------------------------------------------------------------- |
| Pop/Rock Category                |                                                                  |                                                                                         |
| Favorite Pop/Rock Male Artist    | Barry Manilow                                                    | Andy Gibb Billy Joel                                                                    |
| Favorite Pop/Rock Female Artist  | Linda Ronstadt                                                   | Barbara Streisand Donna Summer                                                          |
| Favorite Pop/Rock Band/Duo/Group | Bee Gees                                                         | Fleetwood Mac Foreigner                                                                 |
| Favorite Pop/Rock Album          | Grease: The Original Soundtrack from the Motion Picture          | Bee Gees – Saturday Night Fever: The Original Movie Sound Track Fleetwood Mac – Rumours |
| Favorite Pop/Rock Song           | Commodores – Three Times a Lady                                  | Bee Gees – Stayin’ Alive Debby Boone – You Light Up My Life                             |
| Soul/R&B Category                |                                                                  |                                                                                         |
| Favorite Soul/R&B Male Artist    | Teddy Pendergrass Lou Rawls                                      | Johnny Mathis                                                                           |
| Favorite Soul/R&B Female Artist  | Natalie Cole                                                     | Roberta Flack Donna Summer                                                              |
| Favorite Soul/R&B Band/Duo/Group | Earth, Wind and Fire                                             | Commodores The Emotions                                                                 |
| Favorite Soul/R&B Album          | Bee Gees – Saturday Night Fever: The Original Movie Sound Track  | Earth, Wind and Fire – All ’n’ All Teddy Pendergrass – Life Is a Song Worth Singing     |
| Favorite Soul/R&B Song           | Johnny Mathis & Deniece Williams – Too Much, Too Little Too Late | Natalie Cole – Our Love The O’Jays – Use ta Be My Girl                                  |
| Country Category                 |                                                                  |                                                                                         |
| Favorite Country Male Artist     | Kenny Rogers                                                     | Merle Haggard Ronnie Milsap                                                             |
| Favorite Country Female Artist   | Crystal Gayle                                                    | Loretta Lynn Linda Ronstadt                                                             |
| Favorite Country Band/Duo/Group  | The Statler Brothers                                             | The Oak Ridge Boys Waylon Jennings & Willie Nelson                                      |
| Favorite Country Album           | Kenny Rogers – Ten Years of Gold                                 | Dolly Parton – Here You Come Again Linda Ronstadt – Simple Dreams                       |
| Favorite Country Song            | Linda Ronstadt – Blue Bayou                                      | Dolly Parton – Here You Come Again Johnny Paycheck – Take This Job and Shove It         |
| Disco Category                   |                                                                  |                                                                                         |
| Favorite Disco Male Artist       | Isaac Hayes                                                      | Peter Brown Teddy Pendergrass                                                           |
| Favorite Disco Female Artist     | Donna Summer                                                     | Pattie Brooks Linda Clifford                                                            |
| Favorite Disco Band/Duo/Group    | Village People                                                   | Silver Convention The Trammps                                                           |
| Favorite Disco Album             | Donna Summer – Live and More                                     | Cerrone – Super Nature OST – Thank God It’s Friday                                      |
| Favorite Disco Song              | Donna Summer – Last Dance                                        | Evelyn King – Shame The Village People – Macho Man                                      |
| Ehrenpreis                       |                                                                  |                                                                                         |
| Perry Como                       |                                                                  |                                                                                         |